# Gunhild Hoffmeister
Gunhild Hoffmeister, född den 6 juli 1944 i Brandenburg, Tyskland, är en östtysk friidrottare inom medeldistanslöpning.
Hon tog OS-brons på 800 meter vid friidrottstävlingarna 1972 i München. 

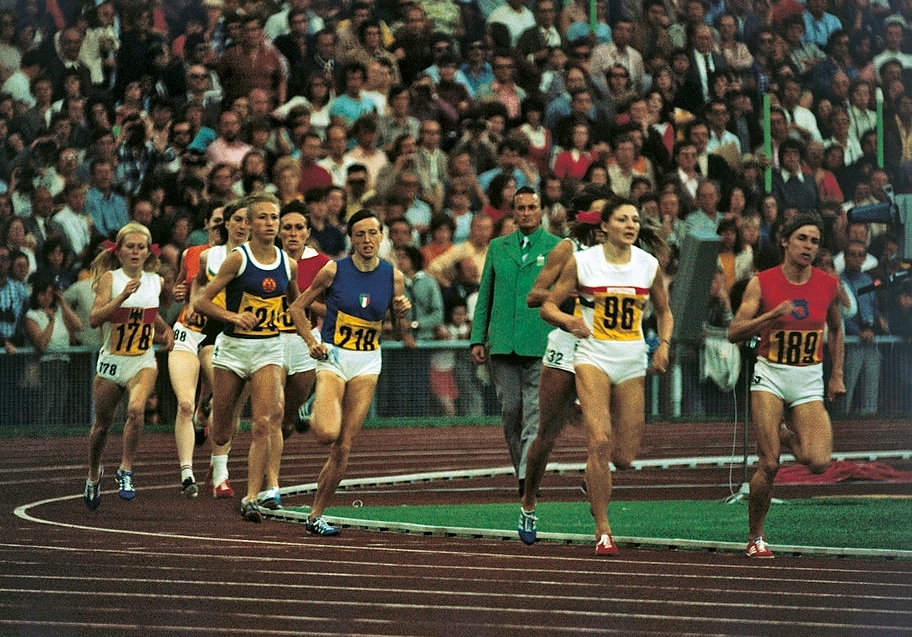
1500 meter finalen vid OS 1972